# زبان آلبانیایی

لهجه‌های آلبانیایی.

زبان آلبانیایی (به آلبانیایی: Gjuha shqipe، جیوها ش‌چیپه) زبانی است از خانوادهٔ زبان‌های هندواروپایی که نزدیک به ۶ میلیون گویشور دارد. خاستگاه این زبان آلبانی و کوزوو است ولی در دیگر جاهای بالکان که آلبانی‌زبانان زندگی می‌کنند مانند مقدونیه، مونته‌نگرو و جنوب صربستان نیز به این زبان سخن می‌گویند. همچنین گروه‌های آلبانیایی زبان نیز در یونان، کرانه‌های جنوب خاوری ایتالیا و سیسیل به این زبان سخن می‌گویند. همچنین کشورهایی که مهاجرانی از بالکان را در خود پذیرفته‌اند مانند کشورهای اسکاندیناوی، آلمان، بریتانیا، استرالیا، آمریکا، ترکیه و … هم گویشورانی به این زبان دارند. این زبان از دو گویش اصلی توسک (گویش جنوبی) و گِگ (گویش شمالی) تشکیل شده‌است. زبان رسمی/نوشتاری آلبانیایی بر اساس گویش توسک می‌باشد.

## دسته‌بندی
در سال ۱۸۵۴ میلادی زبان‌شناس آلمانی فرانتس بوپ این زبان را از خانوادهٔ زبان‌های هندواروپایی شمرد. این زبان در میان زبان‌های این خانواده در شاخه‌ای منحصربه‌فرد جای دارد.
برخی پژوهشگران بر این باورند که این زبان از زبان‌های ایلیری، داسی و تراکیه‌ای مشتق‌شده‌است. برخی هم این زبان را از خانوادهٔ زبان‌های اسلاوی، بالتیک یا ژرمنی می‌دانند.

## همسنجی با دیگر زبان‌های هندواروپایی
| آلبانیایی                | muaj                     | i ri / e re              | nënë                     | motër                    | natë                     | hundë                    | tre                      | i zi /e zezë             | i kuq / e kuqe           | i/ e gjelbër/blertë      | i/e verdhë               | ujk                      |
| دیگر زبان‌های هندواروپایی | دیگر زبان‌های هندواروپایی | دیگر زبان‌های هندواروپایی | دیگر زبان‌های هندواروپایی | دیگر زبان‌های هندواروپایی | دیگر زبان‌های هندواروپایی | دیگر زبان‌های هندواروپایی | دیگر زبان‌های هندواروپایی | دیگر زبان‌های هندواروپایی | دیگر زبان‌های هندواروپایی | دیگر زبان‌های هندواروپایی | دیگر زبان‌های هندواروپایی | دیگر زبان‌های هندواروپایی |
| ------------------------ | ------------------------ | ------------------------ | ------------------------ | ------------------------ | ------------------------ | ------------------------ | ------------------------ | ------------------------ | ------------------------ | ------------------------ | ------------------------ | ------------------------ |
| سانسکریت                 | māsa                     | nava                     | mātṛ                     | svasṛ                    | nakti                    | nasa                     | tri                      | kāla                     | rudhira                  | hari                     | pīta                     | vṛka                     |
| فارسی                    | ماه                      | نو                       | مادر                     | خواهر                    | شب                       | دماغ                     | سه                       | سیاه                     | سرخ                      | سبز                      | زرد                      | گرگ                      |
| انگلیسی                  | month                    | new                      | mother                   | sister                   | night                    | nose                     | three                    | black                    | red                      | green                    | yellow                   | wolf                     |
| لاتین                    | mēnsis                   | novus                    | māter                    | soror                    | nox                      | nasus                    | trēs                     | āter, niger              | ruber                    | viridis                  | flāvus, gilvus           | lupus                    |
| رومانیایی                | luna                     | nou/noi                  | mamă                     | soră                     | noapte                   | nas                      | trei                     | negru                    | roşu                     | verde                    | galben                   | lup                      |
| فرانسوی                  | mois                     | nouveau/neuf             | mère                     | sœur                     | nuit                     | nez                      | trois                    | noir                     | rouge                    | vert                     | jaune                    | loup                     |
| ایتالیایی                | mese                     | nuovo                    | madre/mamma              | sorella                  | notte                    | naso                     | tre                      | nero                     | rosso                    | verde                    | giallo                   | lupo                     |
| ایرلندی                  | mí                       | nua                      | máthair                  | deirfiúr                 | oiche                    | srón                     | trí                      | dubh                     | dearg                    | glas, uaine              | buí                      | mac tíre, faolchú        |
| ویلزی                    | mis                      | newydd                   | mam                      | chwaer                   | nos                      | trwyn                    | tri                      | du (/di/)                | coch, rhudd              | gwyrdd, glas             | melyn                    | blaidd                   |
| لاتویایی                 | mēnesis                  | jauns                    | māte                     | māsa                     | nakts                    | deguns                   | trīs                     | melns                    | sarkans                  | zaļš                     | dzeltens                 | vilks                    |
| یونانی باستان            | μήν mēn                  | νέος néos                | μήτηρ mētēr              | αδελφή adelphē           | νύξ núx                  | ῥίς rhís                 | τρεῖς treĩs              | μέλας mélas              | ἐρυθρός eruthrós         | χλωρός khlōrós           | ξανθός xanthós           | λύκος lúkos              |
| بلغاری                   | месец mesec              | нов nov                  | майка majka              | сестра sestra            | нощ nošt                 | нос nos                  | три tri                  | черен čeren              | червен červen            | зелен zelen              | жълт žălt                | вълк vălk                |
| صربی                     | месец mesec              | нов nov                  | мајка, матер majka,mater | сестра sestra            | ноћ noć                  | нос nos                  | три tri                  | црн crn                  | црвен crven              | зелен zelen              | жут žut                  | вук vuk                  |
| کروات                    | mjesec                   | nov                      | majka                    | sestra                   | noć                      | nos                      | tri                      | crn                      | crven                    | zelen                    | žut                      | vuk                      |
| لیتوانیایی               | mėnesis/mėnuo            | naujas                   | mama                     | sesuo/sesė               | naktis                   | nosis                    | trys                     | juoda                    | raudona                  | žalia                    | geltona                  | vilkas                   |

## سامانهٔ نوشتاری
از سدهٔ پانزدهم میلادی الفباهای گوناگونی را برای نگارش آلبانیایی به کار برده‌اند. برای این کار از حروف ایتالیایی یا یونانی و گاه عربی استفاده می‌شد. لهجهٔ توسک آلبانیایی را با الفبای یونانی و لهجهٔ چِگ را با الفبای لاتین می‌نوشتند. هردوی این لهجه‌ها را گاه با الفبای عربی که برای نگارش زبان ترکی عثمانی کاربرد داشت و نیز سیریلیک و برخی خط‌های بومی نیز می‌نوشتند. در سال ۱۹۰۸ میلادی به‌طور رسمی زبان آلبانیایی برپایهٔ لهجهٔ چِگ استانداردسازی شد و الفبای لاتین نیز با اصلاحاتی جنبهٔ رسمی یافت. پس از جنگ جهانی دوم لهجهٔ توسک لهجهٔ رسمی و همگانی آلبانیایی گردید.